# AFGNCAAP
AFGNCAAP is een Engels acroniem uit de computerspelindustrie en voornamelijk in avonturenspellen. Het woord staat voor: Ageless, Faceless, Gender-Neutral, Culturally-Ambiguous Adventure Person, of vertaald een personage uit een avonturenspel met ongekende leeftijd, gelaat, geslacht en culturele achtergrond. De speler bestuurt dus een onzichtbaar personage waarvan verdere identiteit onbekend is.
Een AFGNCAAP is niet hetzelfde als een First person shooter. In veel FPS-spellen is het hoofdpersonage gedeeltelijk zichtbaar, al is het enkel zijn hand, waardoor men weet of het een man/vrouw is, welke huidskleur hij heeft, ...

## Enkele spellen met een AFGNCAAP
- Drawn
- Myst
- Rama
- RHEM 3: The Secret Library
- Uninvited
- Zork

## Trivia
- In het spel Zork Grand Inquisitor kan de speler een conversatie doen met een wachter. Wanneer de wachter de naam vraagt van het hoofdpersonage, blijkt deze effectief "AFGNCAAP" te heten.